# Hendrik Manfried Haus
 (mai 2024).
Pour les articles homonymes, voir Haus.

Hendrik Manfried Haus, 1841, oil on panel (21 x 28 cm), private collection

Hendrik Manfried Haus, né à Bergen op Zoom le 5 juin 1803 et mort à Utrecht le 13 mai 1843, est un peintre néerlandais.
On sait peu de choses sur sa vie. Selon son acte de baptême de 1803, ses parents étaient Frans Joseph Haus et Barbara Fehr, des noms qui suggèrent qu'ils avaient des ancêtres germanophones. Le marchand d'art et écrivain néerlandais Pieter A. Scheen a écrit à son sujet : il a reçu son éducation à La Haye, où il apparaît dans les registres de la population en 1823 et 1830, et s'est installé à Utrecht vers 1835. Il travaillait principalement en petits formats, utilisant l'huile sur panneau, toile et cuivre, peignant des paysages d'hiver et d'été dans le style d'Andreas Schelfhout. Ses œuvres ont été exposées à La Haye en 1837, à Amsterdam en 1841, et à Rotterdam en 1840 et 1848. Le Centraal Museum d'Utrecht détient plusieurs de ses œuvres dans sa collection,.
Malgré sa relative obscurité, plusieurs de ses œuvres ont été proposées et vendues ces dernières années dans des galeries d'art et des enchères non seulement aux Pays-Bas, mais aussi en Allemagne, en Autriche, en Belgique, en France et aux États-Unis. Le prix le plus élevé offert pour son œuvre a été pour une œuvre mesurant 32,5 x 43,5 cm intitulée Cavaliers dans un village chez Dorotheum à Vienne, Autriche (2005).